# Ромодановский, Пётр Григорьевич
Князь Пётр Григорьевич Ромодановский — русский военный и государственный деятель, рында, стольник, голова и воевода во времена правления Михаила Фёдоровича и Алексея Михайловича.
Из княжеского рода Ромодановские. Четвёртый сын боярина князя Григория Петровича Ромодановского (ум. 1628), брат князей: Андрея (ум. 1609), Василия Большого, Ивана Большого, Василия Меньшого, Фёдора, Ивана Меньшого и Григория Ромодановских.

## Биография

### Служба Михаилу Фёдоровичу
Впервые князь Пётр Григорьевич Ромодановский упоминается в мае 1618 года, и июне 1619 года, когда он в чине рынды участвовал в приёме шведского посольства. В этих же годах пожалован поместьем, селом Серятовский усад в Арзамасском уезде, которая впоследствии передана ему в вотчину. В сентябре 1624 года в звании стольника присутствовал на первой свадьбе царя Михаила Фёдоровича с Марией Владимировной Долгоруковой.
В 1625 году присутствовал при приёме кызылбашского посла Русам-бека. В 1627-1640 годах в Боярское книге показан стольником. В 1630 году находился во время приёма шведского посланника в Золотой палате, в том же году присутствовал при отпуске турецкого посла Фомы Кантакузена. В 1631 году князь Пётр Григорьевич Ромодановский часто упоминается в дворцовых разрядах при приёмах и отпуске иностранных послов. В 1634-1635 годах был на воеводстве в Курске. На этом посту он отразил нападение на Курск польско-литовского войска во главе с Иеремией Вишневецким. В мае 1638 года князь Пётр Ромодановский был головой у стряпчих и в составе боярской делегации встречал с князем Голицыным за Калужскими воротами крымского посла. В феврале и марте 1639 года «дневал и ночевал» у гробов царевичей Ивана Михайловича и Василия Михайловича.
В мае 1642 года первый воевода в Крапивне для охраны от прихода крымцев и нагайцев. Здесь князь Ромодановский расписывая дворян и детей боярских по сотням и пошехонец князь В.Ф. Шелешпанский не принял командование сотней из-за того, что это подчиняло его второму воеводе Фёдору Богдановичу Глебову. Ромодановский пытался защитить Глебова и даже посадил Шелешпанского в «разбойную тюрьму», отписав в Москву, что последний оскорблял и его, не взяв сотню. Разрядный приказ встал на сторону Шелешпанского и 09 июня Ромодановскому была направлена грамота в выговором за самоуправство, где указали, что он не имел права сажать в тюрьму и велено местную знать не трогать.  В 1644 году находился на воеводстве в Брянске.

#### Служба Алексею Михайловичу
В январе 1648 года князь Пётр Григорьевич Ромодановский присутствовал на первой свадьбе царя Алексея Михайловича с Марией Ильиничной Милославской, был двенадцатым в свадебном поезде. В 1650 году был воеводой в Веневе, для охранения от прихода крымцев и нагайцев. В ноябре 1653 года послан в Ярославль смотреть и собирать дворян, детей боярских, новиков и недорослей.
В 1654 году князь Пётр Григорьевич Ромодановский участвовал в первом походе царя Алексея Михайловича на Речь Посполитую. Находился в царском полку «у огней головою». В следующем 1655 году также принимал участие во втором царском походе на Речь Посполитую и находился в царском полку.
Год смерти князя Петра Григорьевича Ромодановского не известен. По родословной росписи показан бездетным.
Женат на Марии Андреевне Звенигородской, дочери князя Андрея Никитича Звенигородского. В приданое получил четыре деревни с пустошами в Вологодском и Ярославском уездах, в том числе село Троицкое Ярославского уезда Ярославской губернии.